# Дворце (Скопље)
Дворце (мкд. Дворце) је насеље у Северној Македонији, у северном делу државе. Дворце припада градској општини Сарај града Скопља. 

## Географија
Дворце је смештено у северном делу Северне Македоније. Од најближег већег града, Скопља, насеље је удаљено 30 km западно.
Насеље Дворце је у историјској области Дервент, тј. области око Дервентске клисуре, коју правио реке Вардар између Полога и Скопског поља. Кроз насеље протиче Вардар, док се јужно издиже планина Жеден. Надморска висина насеља је приближно 380 метара.
Месна клима је континентална.

## Становништво
Дворце је према последњем попису из 2002. године имало 249 становника.
Претежно становништво у насељу су Албанци (100%).
Већинска вероисповест је ислам.